# Falconídeos
Os falconídeos (do latim científico Falconidae) constituem uma família de aves pertencentes à ordem dos  Falconiformes e inclui cerca de 60 espécies de aves de rapina, distribuídas em 10 gêneros. Os falconídeos distinguem-se dos outras aves de rapina diurnas por matarem a presa com o bico, e não com as garras. Para isso, possuem a ponta da parte superior do bico curvada.
A Taxonomia de Sibley-Ahlquist propôs a sua englobação nos Ciconiiformes.

## Espécies
- Gênero Daptrius
  - Gavião-de-anta - Daptrius ater
  - Gralhão - Daptrius americanus
- Gênero Phalcoboenus
  - Phalcoboenus carunculatus - Carcará carunculado
  - Phalcoboenus megalopterus - Carcará-andino
  - Phalcoboenus albogularis - Carcará-araucano
  - Phalcoboenus australis - Carcará-austral
- Gênero Caracara
  - Carcará - Caracara plancus
  - Carcará-do-norte - Caracara cheriway
- Gênero Milvago
  - Gavião-carrapateiro - Milvago chimachima
  - Ximango - Milvago chimango
  - Milvago alexandri (extinto)
  - Milvago readei (extinto)
- Gênero Herpetotheres
  - Acauã - Herpetotheres cachinnans
- Gênero Micrastur
  - Gavião-relógio - Micrastur semitorquatus
  - Gavião-caburé - Micrastur ruficollis
  - Micrastur gilvicollis
  - Micrastur plumbeus
  - Micrastur mirandollei
  - Micrastur buckleyi
  - Micrastur mintoni
- Gênero Spiziapteryx
  - Falcão-pigmeu-do-chaco, Falcãozinho cinza, Falconete de asas pintadas, Spiziapteryx circumcinctus  -
- Gênero Polihierax
  - Falcão-pigmeu-africano, Polihierax semitorquatus - Falcão pigmeu - Falcão pigmeu de dorso cinzento
  - Falcão-pigmeu-asiático, Polihierax insignis - Falcão pigmeu de sobre branco
- Gênero Microhierax
  - Falconete-de-colar, Microhierax caerulescens
  - Falconete-de-coxas-pretas, Microhierax fringillarius
  - Falconete-de-testa-branca, Microhierax latifrons
  - Falconete-filipino, Microhierax erythrogenys
  - Falconete-alvinegro, Microhierax melanoleucos
- Gênero Falco
  - Peneireiro-das-torres - Falco naumanni
  - Peneireiro-vulgar - Falco tinnunculus
  - Peneireiro-africano, Falco rupicolus
  - Peneireiro-malgaxe, Falco newtoni
  - Peneireiro-das-maurícias, Falcão de Maurício, Falco punctatus
  - Peneireiro-das-seichelles, Falco araea
  - Peneireiro-das-molucas, Falcão manchado, Falcão das Molucas, Falco moluccensis
  - Peneireiro-australiano, Falco cenchroides
  - Peneireiro-d'olho branco, Francelho de olhos brancos, Falcão grande, Falco rupicoloides
  - Peneireiro-vulpino, Falcão penereiro grande, Falco alopex
  - Peneireiro-ardósia, Falco ardosiaceus
  - Peneireiro-de-dickinson, Francelho de dorso preto, Falco dickinsoni
  - Peneireiro-listado, Falco zoniventris
  - Falcão-de-nuca-vermelha, Falco chicquera
  - Falcão-de-pés-vermelhos, Falco vespertinus
  - Falcão-do-amur, Falco amurensis
  - Falcão-da-rainha, Falco eleonorae
  - Falcão-sombrio, Falcão fuliginoso, Falco concolor
  - Falcão-de-coleira, Falcão-de-colete - Falco femoralis
  - Esmerilhão - Falco columbarius
  - Cauré, Falcão-morcegueiro- Falco rufigularis
  - Falcão-de-peito-laranja - Falco deiroleucus
  - Ógea-eurasiática, Falco subbuteo
  - Ógea-africana, Falco cuvierii
  - Ógea oriental, Falco severus
  - Ógea-australiana, Falco longipennis
  - Falcão-maori, Falco novaeseelandiae
  - Falcão-berigora, Falco berigora
  - Falcão-cinzento, Falco hypoleucos
  - Falcão-lanário - Falco biarmicus
  - Falcão-caçador, Falcão-lágar, Falco jugger
  - Falcão-sacre - Falco cherrug
  - Falcão-preto, Falco subniger
  - Falcão-gerifalte - Falco rusticolus
  - Falcão-das-pradarias, Falco mexicanus
  - Falcão-peregrino - Falco peregrinus
  - Falcão-taita, Falco fasciinucha
- Gênero Pediohierax
  - Pediohierax ramenta (extinto)
- Gênero Badiostes
  - Badiostes patagonicus (extinto)